# Jarvis Hunt
Jarvis Hunt (Weathersfield (Vermont), 6 de agosto de 1863 — São Petersburgo (Flórida), 15 de junho de 1941) foi uma renomada golfista e arquiteta norte-americana; representou os Estados Unidos – sem sucesso – no golfe nos Jogos Olímpicos de Verão de 1904.

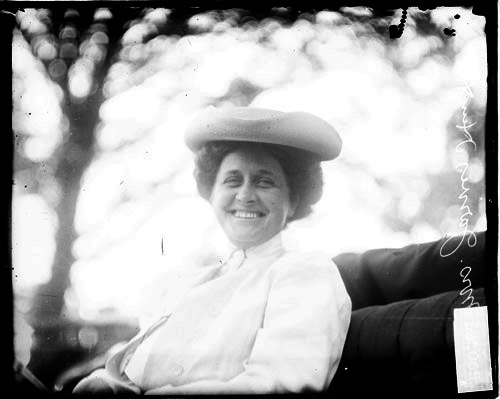
Jarvis Hunt